# Cattedrale di Santo Stefano (Scutari)
La cattedrale di Santo Stefano Protomartire (Katedralja e Shën Shtjefnit Dëshmor in lingua albanese), nota come Kisha e Madhe, ovvero Chiesa Grande, è la chiesa cattedrale dell'arcidiocesi di Scutari-Pult nella città di Scutari, in Albania. 
È uno degli edifici storici più importanti della città, che conserva una copia della venerabile icona della Madre del Buon Consiglio, immagine sacra che secondo la tradizione durante l'assedio turco-ottomano nel Quattrocento miracolosamente si staccò da un affresco da Scutari per spostarsi al riparo dai musulmani al Santuario della Madre del Buon Consiglio presso Genazzano, vicino a Roma.

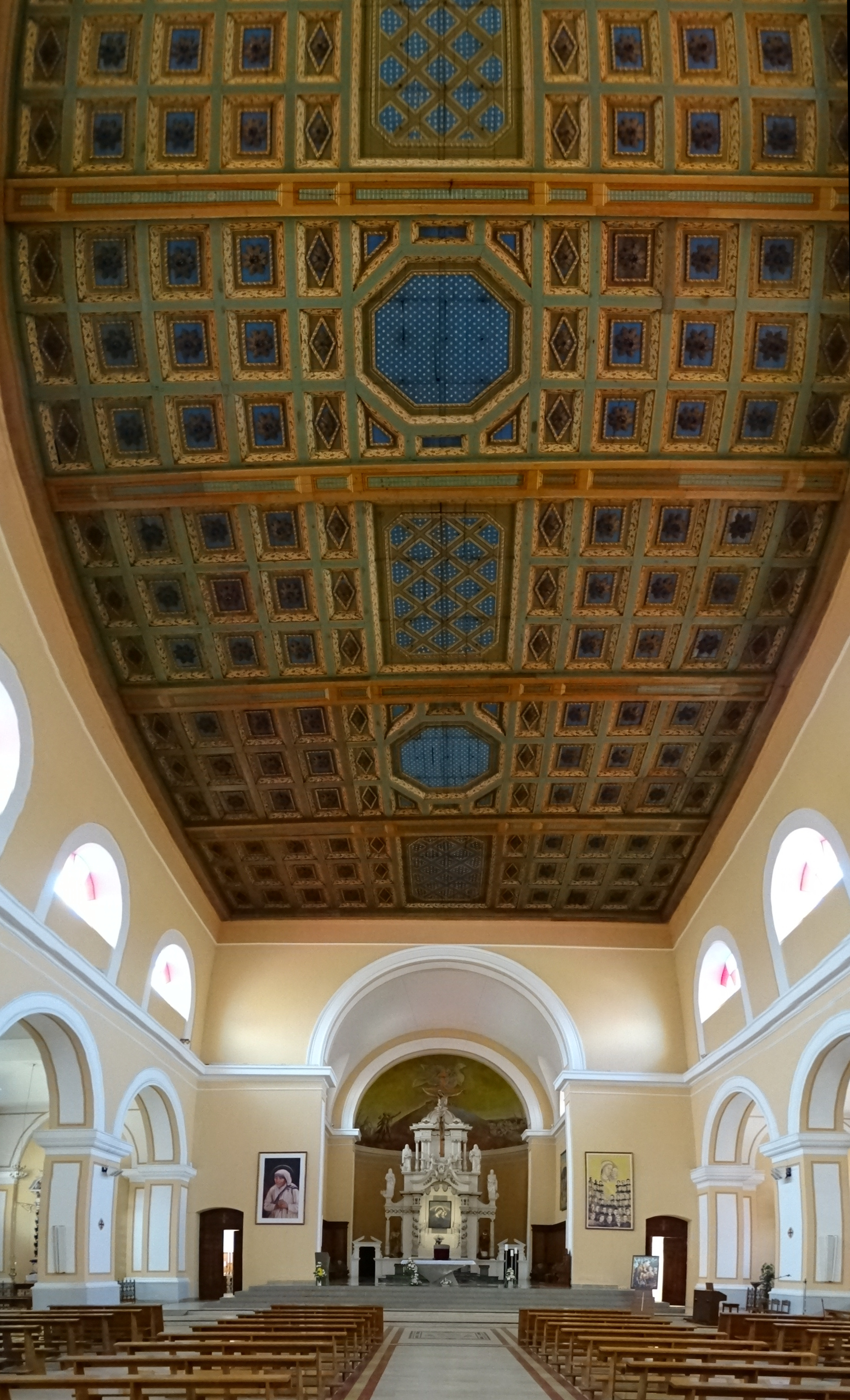
L'interno

## Storia
La storia della attuale cattedrale ha origini il 7 aprile 1858 quando, con una cerimonia ufficiale, fu posta la croce dove oggi c'è il grande altare. Alla cerimonia di fondazione erano presenti molte personalità, tra cui: Abdi Pashe Cekrezi, governatore e comandante di Scutari, che per l'occasione lesse la lettera del sultano. Per la costruzione della chiesa, il Sultano aveva inviato come dono 700 lire turche d'oro, anche papa Pio IX donò 1000 scudi d'oro e nel 1867 la proclamò cattedrale metropolitana.
La cattedrale durante l'assedio di Scutari (1912-1913), fu gravemente danneggiata dai bombardamenti da parte dell'esercito montenegrino soprattutto nel lato sud-est e il campanile. Nel 1967 fu chiusa al culto e trasformata in un palazzetto dello sport dal regime ateo, per poi ritornare al culto negli anni novanta. Nel 1993 fu visitata da papa Giovanni Paolo II.
Nel luglio del 2016, a fianco della cattedrale, è stato inaugurato il museo diocesano, il primo d'Albania dopo il comunismo.

## Galleria d'immagini

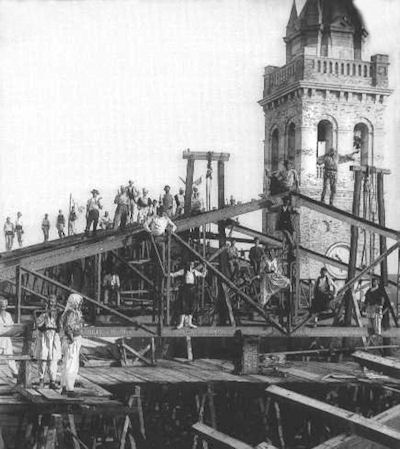
Costruzione della cattedrale
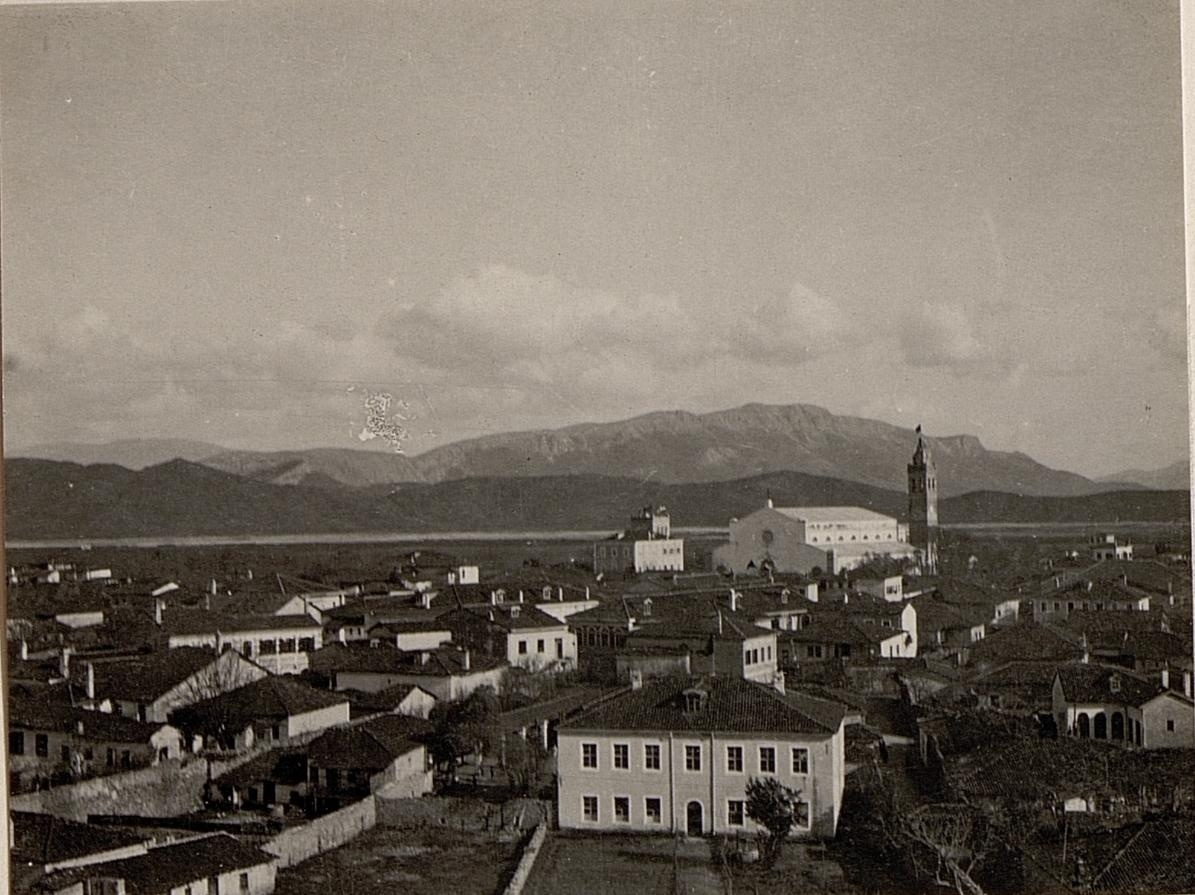
Panorama di Scutari, con la Cattedrale che svetta (1916)
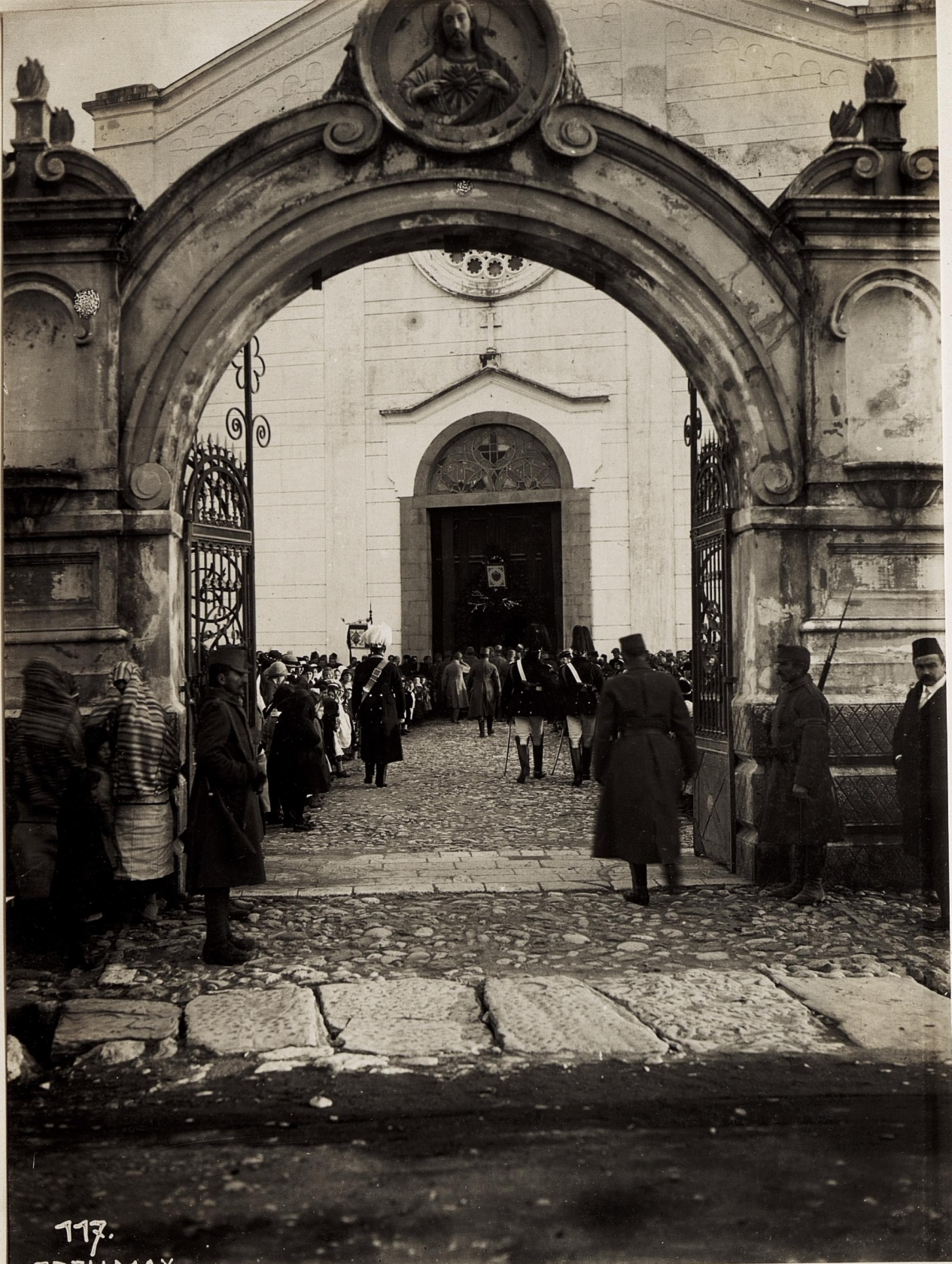
L'atrio, distrutto dal regime comunista
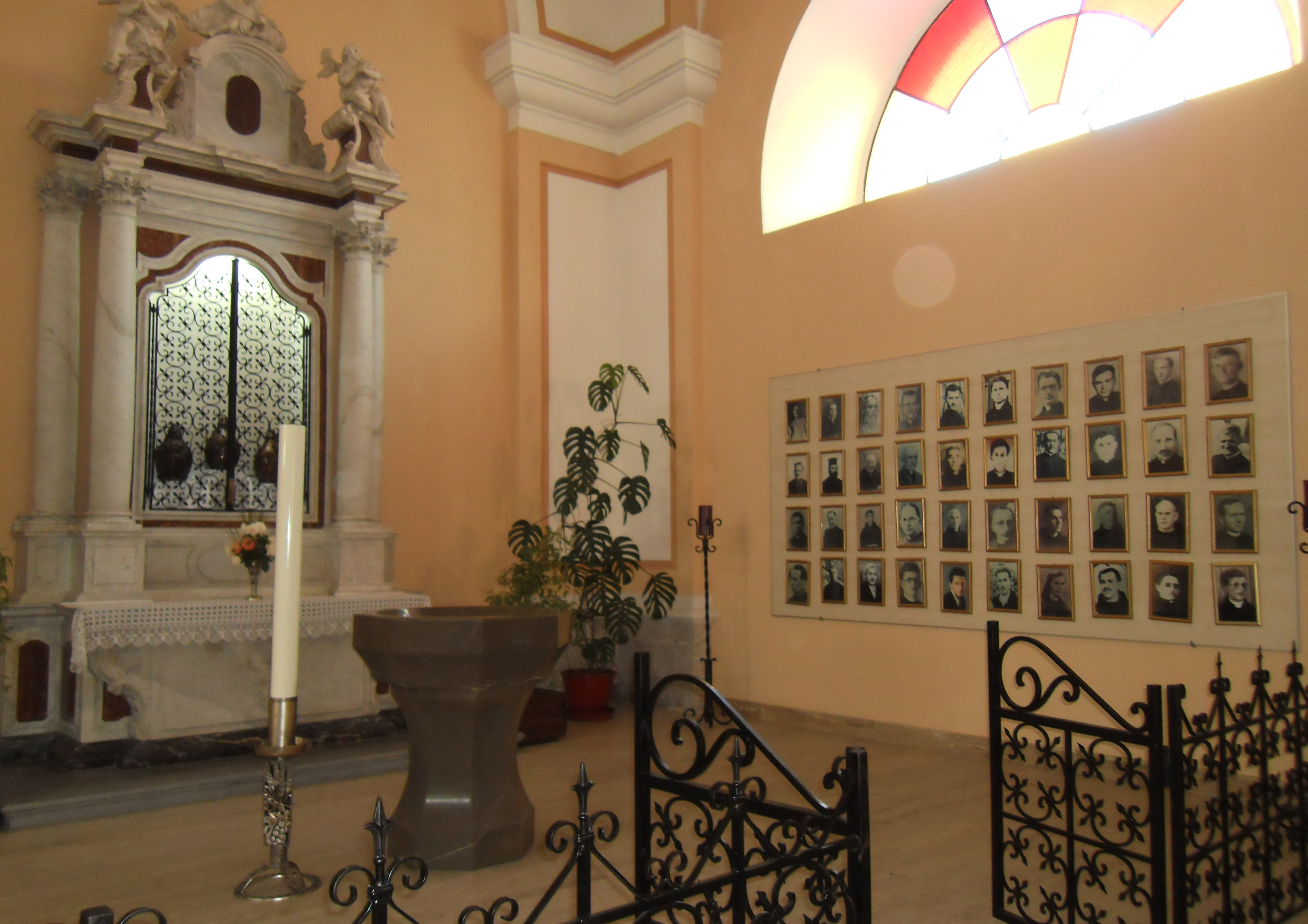
Cappella laterale dei Santi Martiri albanesi del comunismo
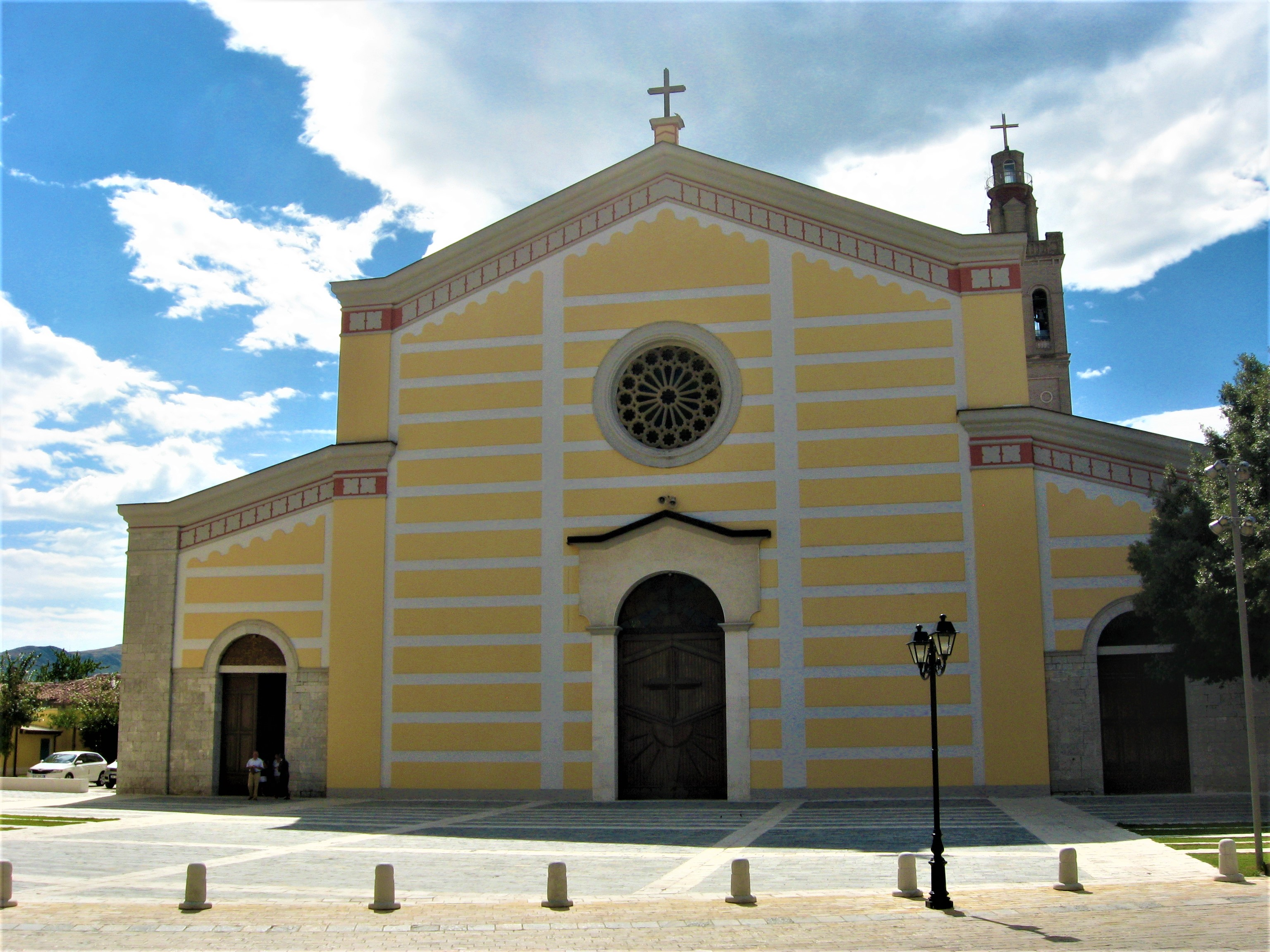
La facciata della cattedrale